# Мамлич
Мамлич (пол. Mamlicz, нім. Brinkmühlen) — село в Польщі, у гміні Барцин Жнінського повіту Куявсько-Поморського воєводства.
Населення — 605 осіб (2011).
У 1975-1998 роках село належало до Бидгощського воєводства.

## Демографія
Демографічна структура станом на 31 березня 2011 року:
|          | Загалом | Допрацездатний вік | Працездатний вік | Постпрацездатний вік |
| -------- | ------- | ------------------ | ---------------- | -------------------- |
| Чоловіки | 325     | 84                 | 209              | 32                   |
| Жінки    | 280     | 67                 | 159              | 54                   |
| Разом    | 605     | 151                | 368              | 86                   |